# مائورو گالوائو
مائورو گالوائو با نام کامل (به پرتغالی: Mauro Geraldo Galvão) مدافع اهل برزیل است که در شهر پورتو الگره و در تاریخ ۱۹ دسامبر ۱۹۶۱ به دنیا آمده‌است.
مائورو گالوائو در تیم‌های فوتبال اینترناسیونال سابقهٔ حضور دارد.